# Pachito E'ché
Pachito E'ché es un porro compuesto por Alex Tovar, el cual fue adoptado como el himno del equipo de fútbol colombiano Deportivo Cali.

## Historia
Alex Tovar, alguna vez violinista de la Sinfónica de Berlín y concertino de la Sinfónica de Colombia, creó la canción en homenaje a Francisco Echeverri, administrador del Hotel Granada, ubicado donde hoy se encuentra el Edificio del Banco de la República, en Bogotá.
El compositor del tema, Álex Tovar, era un bohemio que en ocasiones pasaba apuros para cumplir con obligaciones tan básicas como pagar la habitación del hotel en el que se hospedaba. Al parecer, en 1949 Tovar, que pernoctaba en el Hotel Granada, en Bogotá, no tenía cómo pagarle una deuda al dueño, el empresario antioqueño Francisco Echeverry y decidió resolver el dilema con su arte: regalando una canción. Cuenta el periodista Fabio Valdés.
La adopción del Pachito E'ché como himno del Deportivo Cali se empezó a gestar durante un Clásico Añejo el 31 de julio de 1949, que terminó igualado a tres tantos. Al sonar la frase "¿Quién es? ¿Quién es?" un apostador desde las graderías gritaba "¡Cali!" lo que gustó entre los asistentes y desde entonces durante los intermedios del los encuentros del Cali como local se escuchaba la canción en el Estadio Olímpico Pascual Guerrero (anteriormente casa del Deportivo Cali). y también en el Estadio Deportivo Cali (actualmente casa del Deportivo Cali).
La costumbre fue cultivada por el locutor deportivo Samuel Duque junto a Joaquín Marino López y posteriormente por Omar Méndez, gerente del equipo a mediados de los 50.

## Demanda por derechos de autor
Pasados algunos años luego de la muerte de su creador, algunos de sus descendientes demandaron a la institución deportiva por el uso que esta le daba a la canción como himno oficial. Sin embargo, la querella judicial no prosperó.

## Intérpretes
Diversos artistas han interpretado la canción, entre ellos se encuentran:
- Jorge Noriega (Cantante original con la "Orquesta Ritmo" dirigida por Alex Tovar)[3][4]
- Celia Cruz
- Benny Moré
- Tito Puente
- Dámaso Pérez Prado, versión mambo
- Julio Martínez
- Diomedes Díaz Maestre
- Grupo Niche
- Los Melódicos
- The Skatalites ("Latin Goes Ska")
- Georgie Dann